# Château de Laperrière
Le château de Laperrière est une ancienne forteresse ducale, bâtie au XIIIe siècle, en briques, qui se dressait au cœur du village de Laperrière-sur-Saône, sur une aire d'environ 3 hectares, aujourd'hui délimitée par le Chemin derrière le Parc (au sud et à l'ouest), la Rue Château (au Nord) et la Rue des Juifs (à l'est).

Vendu comme bien national en 1796 et disparu dans la première moitié du XIXe siècle, il ne reste plus aujourd'hui du château qu'une plate-forme ovale, sur laquelle est construite une maison bourgeoise, et un petit tronçon des douves à l'angle sud-est.

## Description générale

### Basse-cour
L'entrée principale, située au nord-est (Rue des Juifs), donnait sur une grande basse-cour, fermée de murailles et de douves, dans laquelle se trouvaient, dès l'origine, les granges à bestiaux, les écuries, le four, le pressoir, le colombier et un auditoire où l'on rendait justice; ainsi que les cuisines, à partir du XVIe siècle. 

### Château
La basse-cour donnait à son tour sur le château, lui aussi fermé d'épaisses murailles et de douves en eau.

L'entrée était située dans une tour carrée, entre deux grosses tours rondes.
     
À l'est, une tour et un corps de logis étaient habités par le capitaine (second du châtelain), l'officier forestier (dès le XIIIe siècle), et le fermier du marquisat (XVIe siècle).

À l'ouest, se dressait une grosse tour carrée à 3 étages, dite "des Lombards", en raison des usuriers juifs et des italiens qui y pratiquaient leur activité jusqu'à la fin du XIIIe siècle. Les prisons jouxtaient cette dernière.

Entre ces tours, se trouvaient, insérées dans les murailles, les granges où étaient entreposées les dîmes seigneuriales.
 
Au centre de cet ensemble, se dressait le donjon, où résidait les châtelains, et d'où ils exerçaient leur administration.

Il existait enfin, une chapelle, dédiée à la Sainte-Vierge, mais dont l'emplacement exact demeure inconnu (château ou basse-cour).

### Parc
Le parc, d'environ 3 hectares, se situait à l'arrière des deux ensembles précédents. Il abritait des jardins, un verger, ainsi qu'une tuilerie.
Selon les anciens, un souterrain passait dessous pour ressortir à l'angle formé par le Chemin derrière le parc et la Rue des Juifs.
 
Afin de vérifier ces propos, des villageois décident, dans la première moitié du XXe siècle, d'explorer une galerie, qui existe effectivement à cet endroit et dont l'accès est aujourd'hui condamnée par des grosses pierres, sans toutefois aller jusqu'au bout, par peur d'éventuels éboulements.
 
À ce jour, aucune autre tentative de vérification n'a été menée, et le doute d'une correspondance entre la galerie et le château demeure plane toujours.

## Fonctions du château de Laperrière

### Protéger
Comme en témoignent ses douves, ses murailles et ses tours, le château de Laperrière était d'abord un bâtiment militaire.

Équipé d'arbalètes et d'espingoles, et régulièrement gardé, il permettait aux villageois de venir se réfugier en cas de guerre, de surveiller l'activité des seigneurs comtois, ou encore d'assurer la sécurité des routes des foires de Chalon-sur-Saône et de Saint-Jean-de-Losne.

Entre 1513 et 1789, ce sont les remparts d'Auxonne qui protégeaient les villageois, le château de brique étant sans doute jugé trop vulnérable face aux nouvelles machines de guerre.

### Symboliser le pouvoir seigneurial
Outre son utilité militaire, le château de Laperrière permettait par sa grande taille (env. 2400 m2) et l'accueil des structures nécessaires à l'administration du territoire qui en dépendait (auditoire, prisons, office du châtelain, du capitaine, du garde forestier, granges à dîmes, marché, banalités, de montrer les pouvoirs militaire, politique, judiciaire, économique et financier du seigneur, non seulement aux villageois, pour imposer son autorité, mais aussi aux ennemis de ce dernier, afin de les dissuader d'attaquer. 

### Loger
Enfin, outre la protection et la matérialisation du pouvoir, le château de Laperrière servait à loger (dans les tours) les principaux officiers de la châtellenie que sont le châtelain, le capitaine et le garde forestier, puis à partir du XVIe siècle, le marquis, le fermier du marquisat, en même à la fin du XVIIe siècle, un chapelier (Au RDC), des ouvriers agricoles et des essarteurs (dans les communs).

Après la Révolution française, le château est habité par son acquéreur, Pierre Coste, bourgeois et maire de Saint-Jean-de-Losne.

## Propriétaires du château
- Ducs de Bourgogne, d’Hugues IV à Charles le Téméraire.
- Jeanne de Boulogne, comtesse d’Auvergne et de Boulogne, comtesse d’Artois, régente de Bourgogne (1349-1353), et reine de France (1350-1360). Propriétaire du château de 1349 à 1353.
- Jean de France, duc de Normandie, comte d'Anjou, du Maine et de Poitiers, seigneur des conquêtes de Languedoc et de Saintonge, roi de France (1350-1364), et régent de Bourgogne (1353-1361). Propriétaire de 1353 à 1361.
- Marguerite de Bavière, duchesse de Bourgogne (1404-1423). Propriétaire de 1420 à 1423.
- Isabelle de Portugal, duchesse de Bourgogne (1430-1471). Propriétaire de 1430 à 1471.
- Marguerite d'York, duchesse de Bourgogne (1468-1503). Propriétaire de 1477 à 1503.
- Marguerite d'Autriche, archiduchesse d'Autriche, successivement princesse de Bourgogne, fille de France, infante d'Espagne, duchesse de Savoie, et gouvernante des Pays-Bas. Propriétaire de 1503 à 1516.
- Jeanne de Hochberg, vicomtesse d’Abberville, comtesse de Neuchâtel, comtesse de Montgommery, comtesse de Tancarville, marquise de Rothelin, duchesse de Longueville, et princesse du Châlet-Aillon. Propriétaire de 1516 à 1543.
- Charlotte d’Orléans, comtesse de Genève, duchesse de Nemours. Propriétaire de 1543 à 1549.
- Jacques de Savoie-Nemours, duc de Nemours. Propriétaire v 1550.
- Jeanne de Savoie-Nemours, comtesse de Vaudémont, duchesse de Lorraine et de Bar. Propriétaire v. 1555.
- Philippe-Emmanuel de Lorraine, baron d’Anceny, marquis de Nomeny, duc de Mercœur et de Penthièvre, pair de France, prince du Saint-Empire et de Martigues. Propriétaire de 1565 à 1602.
- Françoise de Lorraine, duchesse de Vandôme, d’Etampes et de Beaufort. Propriétaire de 1602 à 1620.
- Roger II de Saint-Lary, baron de Termes, marquis de Versoy, duc de Bellegarde, et gouverneur de Bourgogne, grand écuyer de France, et pair de France. Propriétaire de 1620 à 1646.
- Henri II de Bourbon-Condé, comte de Sancerre, duc de Montmorency, duc d'Albret, duc d'Enghien, duc de Bellegarde, prince de Condé, et gouverneur de Bourgogne, pair de France, grand veneur de France, grand louvetier de France, et premier prince du sang. Propriétaire en 1646.
- Louis II de Bourbon-Condé, comte de Sancerre et de Charolais, duc de Bourbon, Montmorency, d’Enghien, de Châteauroux, de Fronsac et de Bellegarde, prince de Condé, pair de France et premier prince du sang. Propriétaire de 1646 à 1661.
- Nicolas René de Goureault du Mont, propriétaire de 1661 à 1681.
- Catherine de Hautoy, son épouse, copropriétaire de 1681 à 1691.
- Louis de Goureault du Mont, son fils, copropritaire de 1681 et 1691.
- Anne-Antoinette de Goureault du Mont, sœur du précédent, et François de Bonenfant, seigneur de Magny-le-Freule, de la Brette, de la Morinière, de Hauville, d’Ouésy, de Biéville, de Quétiéville, et en partie de Mesnil-Villers. Propriétaire jusqu'en 1714.
- Edme Lamy, procureur à la Chambre des comptes de Dijon, receveur des épices, receveur général du taillon de Bourgogne, et secrétaire du roi. Propriétaire de 1714 à 1734.
- Claude Lamy, copropriétaire de 1734 à 1752
- Philiberte Lamy, copropriétaire jusqu'en 1757
- Jean Armand Barbin de Broyes, comte de Broyes, baron d’Autry, et ses enfants, propriétaires de 1757 à la Révolution.
- Pierre Coste, maire de Saint-Jean-de-Losne, propriétaire à partir de 1796[3].

## Affaire du trésor volé au château de Laperrière
Cette affaire judiciaire, qui se déroule entre 1697 et 1712, oppose la marquise de Laperrière, Anne-Antoinette de Goureault du Mont, à Gabriel Davot, procureur au Parlement de Dijon issu d’une modeste famille auxonnaise, dans une affaire de vol au château de Laperrière.

### Le contexte (1693-1697)
En 1693, la marquise de Laperrière, très endettée, demande au frère de la femme de chambre de sa mère, Gabriel Davot, de lui prêter de l’argent, qu’elle lui rembourse partiellement en lui vendant le marquisat en réméré pour 4 ans. 
Lorsqu’il prend possession des lieux, il occupe l’étage du château, le rez-de-chaussée accueillant un chapelier, et les communs des ouvriers agricoles et des essarteurs.
Au cours de ces quatre ans, une rumeur éclate au village :
En effet, en 1697, la Mère Chenevoy, âgée de 80 ans, raconte avoir appris de son grand-père que les habitants de Laperrière étaient si riches qu’ils ne comptaient pas l’argent, qu’ils ne le donnaient qu’avec des mesures d’étain, et qu’en cas de guerre, chacun apportait son argent au château. Excités par ce récit, certains pensent qu’un trésor est toujours entreposé dans les caves du château, se mettent à sa recherche, affirme avoir vu les coffres qui le contiennent.
En 1710, la marquise de Laperrière, qui a récupéré son domaine en 1698 et a eu le temps d’être instruite de ces qu’en-dira-t-on, assigne en justice le dit Davot, son créancier, qui aurait été vu par plusieurs témoins en train de ravir le trésor.

### L'enquête (1710)
Une enquête est ouverte et des témoins interrogés. Parmi eux, Marthe Thevenin, l’épouse du chapelier et Claudine Baubet, sa tante, qui racontent qu’intriguées par ce récit, elles auraient dégagé les décombres qui condamnaient les caves du château, et s’y seraient glissées avec quelques garçons et un cierge bénit, par peur du Diable. C’est alors qu’elles auraient aperçu un coffre en fer. Marthe Thevenin, déclare que cette découverte serait venue aux oreilles de Davot qui aurait aussitôt fait désencombrer l’accès aux caves du château, dans lesquelles les ouvriers auraient découvert une longue boîte en forme de coupe à relief, contenant, d’après ce qu’elle en a vu, de la petite monnaie frappée sous Philippe le Bel. Marthe Thevenin affirme que le dit Davot aurait déclaré aux ouvriers, qui réclamaient leur part, ainsi qu’à elle-même et à sa tante, que cette boîte ne contenait que des jetons et qu’il n’y avait donc rien à partager ; puis que le coffre en fer aurait été dégagé à son tour quelques instants plus tard, par les ouvriers que Gabriel Davot aurait congédié aussitôt, entre 10 et 11h, en prétextant devoir aller 8 jours à Dijon.
Elle affirme enfin l'avoir entendu descendre dans les caves avec son frère François, ses clercs Billard et Cassenove et 2 autres comparses, afin d’aller chercher le coffre en fer pour le remonter au 1er étage.
Enfin, d’autres témoins racontent que les fouilles effectuées les jours suivants sous la maison du jardinier auraient mis au jour des plats de formes diverses, que Gabriel Davot et son frère auraient monté la garde à tour de rôle, et qu’ils auraient fait des navettes entre Laperrière et Dijon avec de lourdes valises, contenant des pièces d’orfèvrerie, des pierres précieuses, des bijoux, de l’or et de l’argent. 
À la suite de ces témoignages, M. Jannel, le lieutenant de Saint-Jean-de-Losne, fait arrêter le procureur Davot le 3 janvier 1711, qui est conduit à la conciergerie.

### Le procès (1711-1712)
Gabriel Davot faisant appel, l’affaire est transférée au Parlement de Dijon.
Dans le même temps, la rumeur gagne la capitale bourguignonne et certains s’interrogent sur la rapidité avec laquelle la famille Davot a acquis sa fortune.
Lors du transfert de l’accusé vers la prison de Saint-Jean-de-Losne, ce sont 500 personnes qui s’amassent devant la porte de la conciergerie. Cependant, ce dernier se fait porter pâle et refuse de quitter le Parlement où il a des protecteurs et des amis. D’ailleurs, dès le lendemain, la cour l’y assigne.
Quant aux faits qui lui sont reprochés, Gabriel Davot les nie tous, dénonce la lenteur avec laquelle la marquise s’est manifestée (13 ans), met en exergue les contradictions de l’enquête et la simplicité de sa vie, fait remarquer qu’il n’y a aucune trace d’une quelconque vente de bijoux, remet en cause l’honorabilité des témoins et la véracité de leurs propos, notamment en rappelant que le château a été occupé par une garnison, peu de temps avant, et que si trésor il y avait, celui-ci ne leur aurait pas échappé.
Entre-temps, la marquise s’adresse au Grand conseil du Roi et sollicite l’évocation de l’affaire ; mais ce dernier fait la sourde oreille.
Le 11 mars 1711, le Parlement ordonne la mise en liberté provisoire du procureur Davot, et le procès est renvoyé devant le lieutenant criminel du bailliage de Dijon. L’accusé est défendu par son beau-père, M. Melenet, et la marquise de Laperrière par M. Varenne.
Le 21 mars 1712, après une nouvelle audition des témoins, des parties et des avocats, le juge Midan déclare Gabriel Davot et son frère François coupables du vol et les condamne à une réparation de 30 000 livres, sous réserve du serment que doit prêter la marquise que la valeur du trésor atteint bien cette somme. Le procureur Davot est d'ailleurs contraint de vendre son office pour payer la réparation.